# Jaderná elektrárna Lin-chao
Jaderná elektrárna Lin-chao (čínsky v českém přepisu Lin-čchao, znaky tradiční 漳州核电站) je provozní jaderná elektrárna v Číně. Leží na pobřeží Jihočínského moře v provincii Kuang-tung, severovýchodně od Hongkongu. Jaderná elektrárna se dělí na dvě, jež jsou spravované odděleně. První z nich nese název Lin-chao, jako název komplexu, druhá Lingdong. Elektrárna je v soudedství jaderné elektrárny Ta-ja-wan.

## Historie a technické informace

### První fáze
Při výstavbě první fáze jaderné elektrárny Lin-chao, která byla zahájena v roce 1997, byly použity stejné reaktory jako v elektrárně Ta-ja-wan, jež leží nedaleko. Dva reaktory tlakovodní koncepce z francouzského vývoje M310 o výkonu 990 MW každý, vyvinuté firmou Framatome na základě CP1. Jejich uvedení do provozu proběhlo v letech 2002 a 2003. Výstavba první fáze stála přibližně 4 miliardy USD.

### Druhá fáze
Na místě druhé fáze elektrárny, jež nese název Lingdong, byly postaveny dva reaktory CPR-1000 tlakovodní koncepce o výkonu 1080 MW, vyvinuté CGNPG čínskou technologií, na základě M310. Výstavba prvního z nich byla dokončena 15. září 2010 a druhého 7. srpna 2011. V srpnu 2011, po úspěšném spuštění energetického bloku Lin-chao-4, dosáhla celková kapacita komplexu tří elektráren, skládajícího se z Ta-ja-wanské elektrárny, elektrárny Lin-chao a Lingdong, 6108 MW, což by z ní v případě sjednocení do jedné činilo v té době největší jadernou elektrárnu v Číně a jednu z největších na světě.

## Informace o reaktorech
| Reaktor            | Typ reaktoru | Výkon   | Výkon   | Zahájení výstavby | Připojení k síti | Uvedení do provozu | Uzavření |
| Reaktor            | Typ reaktoru | Čistý   | Hrubý   | Zahájení výstavby | Připojení k síti | Uvedení do provozu | Uzavření |
| ------------------ | ------------ | ------- | ------- | ----------------- | ---------------- | ------------------ | -------- |
| Fáze I - Lin-chao  |              |         |         |                   |                  |                    |          |
| Lin-chao-1         | M310         | 950 МW  | 990 МW  | 15. 5. 1997       | 26. 2. 2002      | 28. 5. 2002        |          |
| Lin-chao-2         | M310         | 950 МW  | 990 МW  | 28. 11. 1997      | 14. 9. 2002      | 8. 1. 2003         |          |
| Fáze II - Lingdong |              |         |         |                   |                  |                    |          |
| Lin-chao-3         | CPR-1000     | 1007 МW | 1086 МW | 15. 12. 2005      | 15. 7. 2010      | 15. 9. 2010        |          |
| Lin-chao-4         | CPR-1000     | 1007 МW | 1086 МW | 15. 6. 2006       | 3. 5. 2011       | 7. 8. 2011         |          |